# Hexaferrum
Hexaferrum và sắt epsilon (ε-Fe) là các từ đồng nghĩa để chỉ pha lục phương bó chặt (HCP) của sắt chỉ ổn định ở áp suất rất cao. Takahashi và Bassett ở Đại học Rochester trộn bột sắt alpha (α-Fe) độ tinh khiết 99,8% với natri chloride và ép một viên nhỏ có đường kính 0,5 mm giữa các mặt phẳng của 2 đe kim cương. Sự biến dạng của mạng tinh thể NaCl, được đo bằng nhiễu xạ tia X (XRD), được sử dụng như là chỉ số cho áp suất. Ở áp suất 130 kbar (13 GPa) và nhiệt độ phòng, bột ferrit lập phương tâm khối (BCC) chuyển sang pha HCP như trong Hình 1. Khi áp suất hạ xuống, ε-Fe chuyển ngược rất nhanh thành ferrit (α-Fe). Thay đổi thể tích riêng được đo là −0,20 cm3/mol ± 0,03. Hexaferrum, giống như austenit, là nặng hơn ferrit ở ranh giới pha. Một thực nghiệm sóng xung kích đã xác nhận các kết quả của đe kim cương. Epsilon được chọn cho pha mới để tương ứng với dạng HCP của coban.
Điểm ba trạng thái giữa các pha alpha, gamma và epsilon trong biểu đồ pha đơn phân của sắt đã được tính toán là T = 770K và P = 11 GPa, mặc dù nó đã được xác định ở nhiệt độ thấp hơn là T = 750K (477 °C) trong Hình 1. Kí hiệu Pearson cho hexaferrum là hP2 và nhóm không gian của nó là P63/mmc.
Giles et al. nghiên cứu chuyển đổi ferrit-hexaferrum về mặt kim tương học và lưu ý rằng nó là chuyển đổi martensit chứ không phải cân bằng.

Hình 1: Phạm vi epsilon trong biểu đồ pha của sắt đơn phân.

Hình 2: Thể tích mol trong tương quan với áp suất cho ε-Fe ở nhiệt độ phòng.

Trong khi hexaferrum là thuần túy học thuật trong công nghệ luyện kim thì nó lại có thể có ý nghĩa quan trọng trong địa chất học. Áp suất và nhiệt độ của lõi sắt Trái Đất ở cấp độ 1.500–3.500 kbar (150–350 GPa) và 3.000 ± 1.000 °C. Ngoại suy từ ranh giới pha austenit-hexaferrum trong Hình 1 gợi ý rằng hexaferrum có thể là ổn định hoặc nửa ổn định trong lõi Trái Đất. Vì lý do này, nhiều nghiên cứu thực nghiệm đã điều tra các tính chất của sắt HCP trong các điều kiện áp suất và nhiệt độ tột cùng. Hình 2 chỉ ra trạng thái chịu nén của ε-Fe ở nhiệt độ phòng cho tới áp suất có thể gặp phải ở khoảng chừng một nửa đường tới lõi ngoài của Trái Đất; tại đây không có điểm nào ở áp suất thấp hơn khoảng 6 GPa, do thù hình này của sắt không ổn định về mặt nhiệt động lực học ở các mức áp suất thấp mà sẽ chuyển đổi chậm sang trạng thái α-Fe.